# Kościół Świętej Trójcy w Kucharkach
Kościół Świętej Trójcy w Kucharkach – rzymskokatolicki kościół filialny należący do parafii pod tym samym wezwaniem (dekanat Gołuchów diecezji kaliskiej).
Jest to świątynia wzniesiona w 1754 roku. Ufundowana została przez stolnika sochaczewskiego Walentego Oto Trąbczyńskiego. Na początku XX wieku została dobudowana boczna kruchta. W 1932 roku została odrestaurowana polichromia przez K. Magnuszewskiego i Walczaka. W latach 1982–1993 kościół był remontowany, natomiast w latach 1998–2002 została wykonana konserwacja polichromii. Jest to zabytek klasy „0”.
Budowla jest drewniana, wzniesiona w konstrukcji sumikowo-łątkowej. Świątynia jest orientowana, wybudowano ją na planie wydłużonego ośmiokąta. Kościół jest salowy, nie posiada wydzielonego prezbiterium z nawy, zamknięty jest trójbocznie, z boku jest umieszczona zakrystia. Z boku nawy znajduje się kuchta. Świątynię nakrywa dach jednokalenicowy, pokryty gontem, dachu jest umieszczona sześciokątna wieżyczka na sygnaturkę. Zwieńcza ją blaszany, cebulasty dach hełmowy z latarnią. Wnętrze nakryte jest płaskimi stropami, w nawie ponadto z fasetą. Chór muzyczny jest podparty czterema słupami. Polichromia patronowa została wykonana pod koniec XIX wieku. Na stropie znajdują się Bóg Ojciec, Baranek Boży na tle nieba z gwiazdami, natomiast w fasecie są umieszczone wizerunki czterech ewangelistów w medalionach z elementami dekoracyjnymi. Belka tęczowa jest ozdobiona wczesnobarokowymi krucyfiksem i rzeźbami Świętych Grzegorza i Sebastiana z 1 połowy XVII wieku. Wczesnobarokowy ołtarz główny pochodzi z początku XVII wieku. Barokowe ołtarze boczne powstały w 2 połowie XVIII wieku. Wczesnobarokowa ambona została wykonana w 1 połowie XVIII wieku.